# Anurophorus satchelli
Anurophorus satchelli är en urinsektsart som beskrevs av Shoji Goto 1956. Anurophorus satchelli ingår i släktet Anurophorus och familjen Isotomidae. Inga underarter finns listade i Catalogue of Life.